# Diploïdie
Diploïdie is de dubbelvoudigheid van ieder chromosoom in de celkern. Het is het gevolg van de bevruchting met de versmelting van twee haploïde (enkelvoudige) geslachtscellen en (meestal) direct daaropvolgend de karyogamie (kernversmelting). Het diploïde aantal chromosomen wordt weergegeven met 2n, waarbij n staat voor het soortspecifieke aantal verschillende chromosomen in de geslachtscellen van een gegeven soort organisme. Dat bedraagt bij de mens n=23. Elk gen komt in de diploïde cel ten minste tweemaal voor. Dit betekent dat menselijke lichaamscellen in de celkern 46 chromosomen bevat.

## Levenscyclus
In de levenscyclus van een zich geslachtelijk voortplantend organisme zijn ten minste de geslachtscellen (gameten) haploïde. Een haploïde cel heeft van elk chromosoom één exemplaar in de celkern. 
Bij de bevruchting versmelten de kernen van twee geslachtscellen en ontstaat een diploïde cel, de bevruchte eicel of zygote. Vanuit de diploïde zygote worden door celdifferentiatie de verschillende celweefsels gevormd, die alle uit eveneens diploïde cellen bestaan, met alle hetzelfde genoom. Er is sprake van kernfasewisseling, een diplo-fase (2n) wisselt af met een haplo-fase (1n).
Bij dieren zijn in principe de geslachtscellen de enige haploïde cellen. Ook het menselijk lichaam bestaat uit diploïde cellen, die alle hetzelfde menselijke DNA in hun celkern hebben, met in iedere celkern 2×23=46 chromosomen. De haploïde geslachtscellen hebben ieder 23 chromosomen.

## Polyploïdie
Bij dieren zijn polyploïde nakomelingen gewoonlijk niet of verminderd levensvatbaar of zwakker ontwikkeld in bepaalde kenmerken.
Met name bij planten kunnen door genoommutaties ook levensvatbare polyploïden optreden. Zo zijn er in het wild onder andere tetraploïde, hexaploïde en octoploïde planten bekend. In de tuinbouw en de landbouw worden, bijvoorbeeld in de groenteteelt, steriele triploïde planten gekweekt, dat wil zeggen planten die geen zaad vormen.
Tetraploïde planten werden in de loop van de evolutie weer diploïde door fractionatie en door diploïdisatie. Niet het aantal chromosomen wordt daarbij verminderd, maar de genen die in de verdubbelde genomen aanwezig zijn, kunnen verdwijnen, hun oorspronkelijke functies verliezen of een andere functie krijgen. Vaak is in soortengroepen de polyploïdie te herkennen aan het aantal chromosomen van de verschillende soorten. In flora's worden vaak deze chromosoom-aantallen vermeld.